# Vittacoccus longicornis
Vittacoccus longicornis är en insektsart som först beskrevs av Green 1916.  Vittacoccus longicornis ingår i släktet Vittacoccus och familjen skålsköldlöss. Inga underarter finns listade i Catalogue of Life.